# Ан Бронте
Ан Бронте (на английски: Anne Brontë) е английска писателка, автор на романа „Тайнствената непозната“ и сестра на Шарлот Бронте и Емили Бронте.

## Биография
Ан Бронте е родена в семейството на бедния селски пастор Патрик Бронте. Той става англикански свещеник и се установява в Хоуърт, Северна Англия. Там се раждат неговите шест деца – син и пет дъщери. На 15 септември 1821 г. майката Мария Бронте умира, като оставя децата си на грижите на сестра си Елизабет Бренуел. През август 1824 г. бащата изпраща четирите най-големи дъщери в благотворителното училище „Коуън Бридж“. Условията в училището, където се подготвяли гувернантки, били ужасни – в него умират от туберкулоза двете най-големи сестри Мария (родена 1814 г.) и Елизабет (1815 г.). Бащата прибира обратно в дома си болните Шарлот и Емили. Впоследствие Шарлот учи в платен пансион, а Емили и Ан получават домашно образование.
Всички деца на Патрик Бронте се опитват да пишат, като синът Бренуел и Шарлот се увличат и по рисуването. След завършването на пансиона Шарлот започва да преподава в него, а сестрите Емили и Ан стават гувернантки в заможни семейства.
През 1841 – 1845 г. Ан Бронте работи като гувернантка в семейство Робинсън, където брат ѝ е учител. Но след като той е уличен в скандална връзка с мисис Робинсън и двамата напускат службата си в семейството.
През 1846 г. сестрите Бронте публикуват сборник със стихове под псевдонима братя Бел (Шарлот – Карър, Емили – Елис, Ан – Ектън).
През 1847 г. под същите имена сестрите изпращат в Лондон ръкописи на романи. Романът на Емили Бронте „Брулени хълмове“ и на Ан Монте – „Агнес Грей“ са приети, а романът на Шарлот Бронте „Учителят“ е отхвърлен от издателството. В основата на романа „Агнес Грей“ са преживяванията на Ан Бронте като гувернантка и той носи силен автобиографичен оттенък.
На 16 октомври 1847 г. е публикуван романът на Шарлот Бронте „Джейн Еър“. Книгата, написана с искреност и страст, покорява читателите и донася на автора ѝ шумен успех.
Слухът за това, че братята Бел не съществуват и че романът „Джейн Еър“ е написан от учителката Шарлот Бронте, се разпространява бързо. Успехът на „Джейн Еър“ кара издателите да публикуват повторно и романите на другите две сестри. „Брулени хълмове“ на Емили Бронте също жъне успех, макар и не толкова шумен, докато романът на Ан Бронте – „Агнес Грей“ се продава по-слабо и неговите достойнства са оценени много по-късно. След публикуването на романите сестрите Бронте получават материална независимост и слава.
Вторият роман на Ан Бронте „Тайнствената непозната“, издаден през 1848 г., е едно от най-смелите произведения от средата на 19 век, посветено на темата на брака. „Тайнствената непозната“ е определян като изключително амбициозно произведение, като част от мненията на днешните критици сочи, че това е може би най-силният роман подписан с името Бронте. Това което отличава най-малката сестра от двете по-големи, е че нейните творби спадат към жанра на реализма, докато творчеството на Шарлот и Емили се класифицира към романтизма.
На 24 септември 1848 г. от злоупотреба с алкохол и туберкулоза умира братът Бренуел Бронте, иначе талантлив художник. Докато се грижи за него Емили също се разболява от туберкулоза и умира на 19 декември 1848 г.
Месеци по късно същата участ постига и Ан. Няколко дни преди смъртта ѝ Шарлот отвежда Ан в морския курорт Скарбъроу, където тя умира на 28 май 1849 г. Шарлот Бронте остава сама, заедно със слепия си баща и без сестрите, с които е свикнала да споделя своите мисли и планове. През ноември 1855 г. Шарлот се простудява и разболява от скоротечна туберкулоза и на 31 март 1855 г. умира.